# Cannon Falls
Cannon Falls är en stad i Goodhue County, Minnesota, USA. Cannon Falls hade 4 083 invånare år 2010. Cannon Falls är känt för inspelningsstudion Pachyderm Studio, där flera kända artister har spelat in musikalbum. Staden har fått sitt namn efter vattenfallet i Cannon River.
Två amerikanska presidenter har besökt staden; Calvin Coolidge besökte Cannon Falls 1928 för att hedra minnet av översten William J. Colvill (som medverkade i slaget vid Gettysburg). Barack Obama besökte Cannon Falls den 15 augusti 2011, där han drog igång sin kampanj för att bli omvald till president under presidentvalet i USA 2012.